# Monte Munizaga
Der Monte Munizaga (in Argentinien Monte Norte) ist ein Berg auf Hoseason Island im Palmer-Archipel westlich der Antarktischen Halbinsel. Er ragt unmittelbar östlich des Punta Fernandez auf.
Chilenische Wissenschaftler benannten ihn nach Fernando S. Munizaga, Teilnehmer an der 4. Chilenischen Antarktisexpedition (1949–1950). Die argentinische Benennung ist deskriptiv und orientiert sich an der Lage des Bergs auf Hoseason Island (spanisch norte ‚Norden‘).